# محفوظ اوییشن
محفوظ اوییشن (به انگلیسی: Mahfooz Aviation) یک شرکت هواپیمایی با کد یاتا M2 است. دفتر مرکزی محفوظ اوییشن در بانجول، گامبیا واقع شده‌است و قطب این شرکت هواپیمایی در فرودگاه بین‌المللی ملک عبدالعزیز قرار دارد.